# Gagrella grandissima
Gagrella grandissima is een hooiwagen uit de familie Sclerosomatidae.